# Tellima
Genre

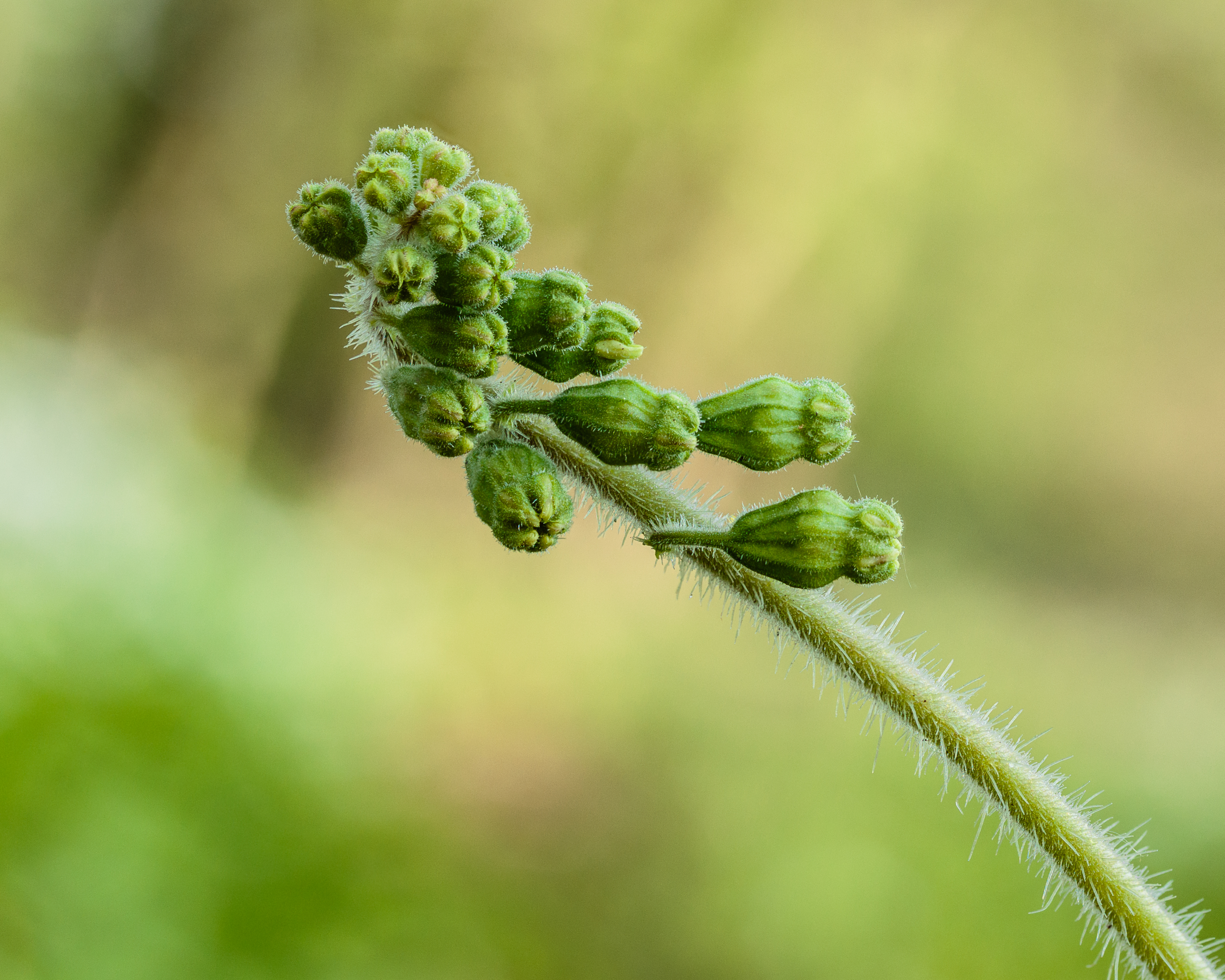
Boutons de fleurs de Tellima. Mai 2021.

Tellima est un genre de plantes de la famille des Saxifragaceae.

## Liste des espèces
Selon Tropicos (17 février 2021) (Attention liste brute contenant possiblement des synonymes) :
- Tellima australis (Rydb.) Fedde
- Tellima breviflora Rydb.
- Tellima breviloba (Rydb.) Fedde
- Tellima bulbifera (Rydb.) Fedde
- Tellima catalinae (Rydb.) Fedde
- Tellima cymbalaria (Torr. & A. Gray) Steud.
- Tellima glabra (Nutt.) Steud.
- Tellima grandiflora (Pursh) Douglas ex Lindl.
- Tellima heterophylla Hook. & Arn.
- Tellima intermedia (Rydb.) Fedde
- Tellima nudicaulis Greene
- Tellima odorata Howell
- Tellima parviflora Hook.
- Tellima racemosa (S. Watson) Greene
- Tellima scabrella Greene
- Tellima tenella (Nutt.) Steud.
- Tellima trifida (Eastw. ex Small & Rydb.) Fedde
- Tellima triloba (Rydb.) Fedde
- Tellima tripartita Greene
- Tellima williamsii (D.C. Eaton) Canby

## Publication originale
- R.Br., in Frankl. Narrative of a Journey to the Shores of the Polar Sea. Ist Journ. App. 765, in obs. (1823).